# Димитър & Христо
Димитър и Христо или Димитър ₰ Христо са български поп-рок дует. Изпълняват авторска музика и нови версии на популярни песни на български език. Друго тяхно разпознаваемо име е "#duetmashini".

## Състав
- Димитър Атанасов – глас баритон, пианист, композитор и аранжор.
- Христо Младенов – глас тенор.

## История
Димитър и Христо се събират за първия си проект през 2011 г. с песента "Сърце на птица". Няколко години и няколко солови проекта по-късно те сформират официално дуета си.
През 2017 г. стават популярни като първият дует в историята на „Гласът на България“ с кавъра си на „Уморени крила“ и обработката на „Девойко, мари, хубава“. Тяхната „Девойко“ влиза в учебника по Музика за 10 клас.
В края на 2018 г. излиза дебютният албум на дуета озаглавен "Крила". В него са включени 12 трaка и 3 инструментални съпровода (караоке) преплитат акустичното с поп-рок звучене и етно привкус.
На 24.12.2020 излиза и вторият им албум „Най-доброто време“. Той е във формат EP (краткосвирещ) със своите 6 трака. Първи сингъл от него е „Лале ли си, зюмбюл ли си“ с аудио и видео запис от пещера „Съева дупка“.
В края на 2023 дуетът издава албум с концертни записи. Двамата са и неизменна част от последните 4 спектакъла на Нешка Робева и концертите на Стенли.
От 2024 година стартират активна концертна дейност заедно с цигуларката Анна-Мария Тамахкярова - ANIMA и китаристът Веселин Кехайов.
През февруари 2025 г. излиза албумът им "Несломен" включващ едноименния сингъл. Албумът е представен на 27 ноември 2024 г. в София със специални изпълнения от Стефан Илчев, Камен Воденичаров, Станислав Сланев - Стенли, трио Фида и др. 
През 2025 г. участват в тринадесетия сезон на „Като две капки вода“.

## Дискография

### Студийни албуми
| Година | Име                     | Вид   | Издател          |
| ------ | ----------------------- | ----- | ---------------- |
| 2018   | „Крила“                 | LP/CD | Sing Song studio |
| 2020   | „Най-доброто време“     | EP    | Sing Song studio |
| 2023   | "Димитър & Христо LIVE" | LP/CD | Sing Song studio |
| 2024   | "Несломен"              | LP/CD | Sing Song studio |